# Теракт в Иерусалиме (2017, январь)
Теракт в Иерусалиме произошёл 8 января 2017 года в районе Армон xа-Нацив (Восточный Тальпийот) на юго-востоке Восточного Иерусалима, когда водитель грузовика с израильскими номерными знаками направил его на группу высаживающихся из автобуса израильских военных курсантов, убив 4 и ранив до 17 человек. Гид и военнослужащие открыли огонь по грузовику, ликвидировав террориста. Водителем грузовика оказался житель арабского квартала в Восточном Иерусалиме. В тот же день премьер-министр Израиля Биньямин Нетаньяху заявил, что «личность преступника нами установлена, судя по всему, он сторонник ИГИЛ». Следствие засекречено властями Израиля.

## Действия водителя
Примерно в час дня по местному времени грузовик врезался в группу солдат на популярной среди туристов улице в Иерусалиме. Перед тем как въехать на тротуар, водитель увеличил скорость, а затем в течение 20-25 секунд совершал манёвры, стремясь увеличить количество жертв теракта. 4 человека погибли, до 17 получили ранения, двое из них находились в критическом состоянии. Водитель грузовика был застрелен. Израильские правоохранительные органы классифицируют произошедшее как теракт.

## Жертвы
Жертвами теракта стали три кадета офицерской школы имени Хаима Ласкова, а также один офицер.
- Лейтенант Яэль Йекутиэль (20)[1][11][12]
- Кадет Шир Хаджадж (22)[12][13]
- Кадет Шира Цур (20)[12][13]
- Кадет Эрез Орбах (20)[12][14]

## Исполнитель
Водителем грузовика оказался 28-летний израильский араб Фади аль-Канбар из иерусалимского квартала Джабель Мукабер (Восточный Иерусалим), расположенного рядом с Армон а-Нацивом, приверженец ислама, женатый, имевший 4 детей. Портал «Нана 10» сообщил, что он отбывал срок в тюрьме в прошлом. Аль-Канбар имел израильское удостоверение личности.

## Последствия
Девять членов семьи преступника были взяты под стражу. Сестра террориста (единственный член его семьи, который не был задержан) на вопрос журналистов о том, что она чувствует в связи с произошедшим, заявила: «Слава богу, что он стал шахидом. Это самая прекрасная смерть, святая смерть».
9 января силы безопасности разрушили траурный шатёр, который установили родственники террориста. В течение ночи и утром силы армии и полиции несколько раз разгоняли несанкционированные акции протеста, участники которых забрасывали израильских военнослужащих камнями и бутылками с зажигательной смесью.
9 января вокруг деревни были установлены бетонные заграждения. 12 февраля они были сняты после окончания операции, в ходе которой «были задержаны участники беспорядков, „камнеметатели“, лица, подозреваемые в атаках на дома израильтян и транспорт с использованием бутылок с „коктейлем Молотова“, а также в бросании петард».